# Liste der Biografien/Jeo
Liste der Biografien |
Portal Biografien |
Personensuche
# |
A |
B |
C |
D |
E |
F |
G |
H |
I |
J |
K |
L |
M |
N |
O |
P |
Q |
R |
S |
T |
U |
V |
W |
X |
Y |
Z |
?
 
Ja |
Jb |
Jd |
Je |
Jh |
Ji |
Jj |
Jl |
Jn |
Jm |
Jo |
Jp |
Jr |
Js |
Jt |
Ju |
Jv |
Jw |
Jy
 
Jea |
Jeb |
Jec |
Jed |
Jee |
Jef |
Jeg |
Jeh |
Jei |
Jej |
Jek |
Jel |
Jem |
Jen |
Jeo |
Jep |
Jeq |
Jer |
Jes |
Jet |
Jeu |
Jev |
Jew |
Jex |
Jey |
Jez
Die Liste der Biografien führt alle Personen auf, die in der deutschsprachigen Wikipedia einen Artikel haben. Dieses ist eine Teilliste mit 81 Einträgen von Personen, deren Namen mit den Buchstaben „Jeo“ beginnt.

## Jeo

### Jeon
- Jeon Ji-yeon (* 2003), südkoreanische Handballspielerin
- Jeon, Da-hye (* 1983), südkoreanische Shorttrackerin
- Jeon, Do-yeon (* 1973), südkoreanische SchauspielerinJeon Do-yeon (* 1973)

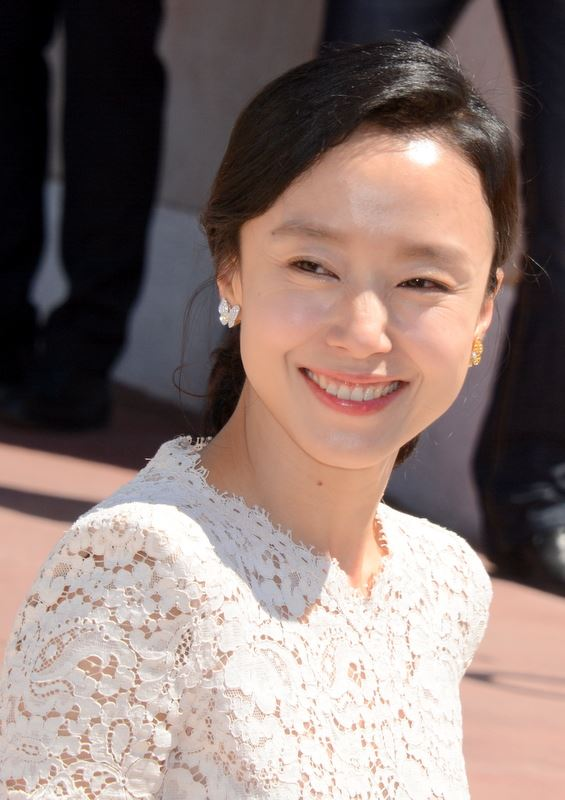
Jeon Do-yeon (* 1973)

- Jeon, Eun-ha (* 1993), südkoreanische Fußballspielerin
- Jeon, Eun-hye (* 1997), südkoreanische Säbelfechterin
- Jeon, Gyeong-rin (* 1962), südkoreanische Schriftstellerin
- Jeon, Ha-young (* 2001), südkoreanische Säbelfechterin
- Jeon, Hae-min (* 2002), südkoreanischer Fußballspieler
- Jeon, Hee-sook (* 1984), südkoreanische Florettfechterin
- Jeon, Hun-young (* 1994), südkoreanische Bogenschützin
- Jeon, Hye-won (* 1998), südkoreanische Schauspielerin
- Jeon, Hyeok-jin (* 1995), südkoreanischer Badmintonspieler
- Jeon, Jae-won (* 1973), südkoreanischer Biathlet
- Jeon, Ji-hee (* 1992), südkoreanische Tischtennisspielerin
- Jeon, Ji-soo (* 1985), südkoreanische Shorttrackerin
- Jeon, Ji-wan (* 2004), südkoreanischer Fußballspieler
- Jeon, Jong-seo (* 1994), südkoreanische Schauspielerin
- Jeon, Jun-bum (* 1986), südkoreanischer Badmintonspieler
- Jeon, Jung-woo (* 1994), südkoreanischer Eishockeyspieler
- Jeon, Ki-young (* 1973), südkoreanischer Judoka
- Jeon, Mi-ra (* 1978), südkoreanische Tennisspielerin
- Jeon, Mi-seon (1970–2019), südkoreanische Schauspielerin
- Jeon, San-hae (* 1999), südkoreanischer Fußballspieler
- Jeon, Seon-ok (* 1952), südkoreanische Eisschnellläuferin
- Jeon, So-mi (* 2001), südkoreanische PopsängerinJeon So-mi (* 2001)

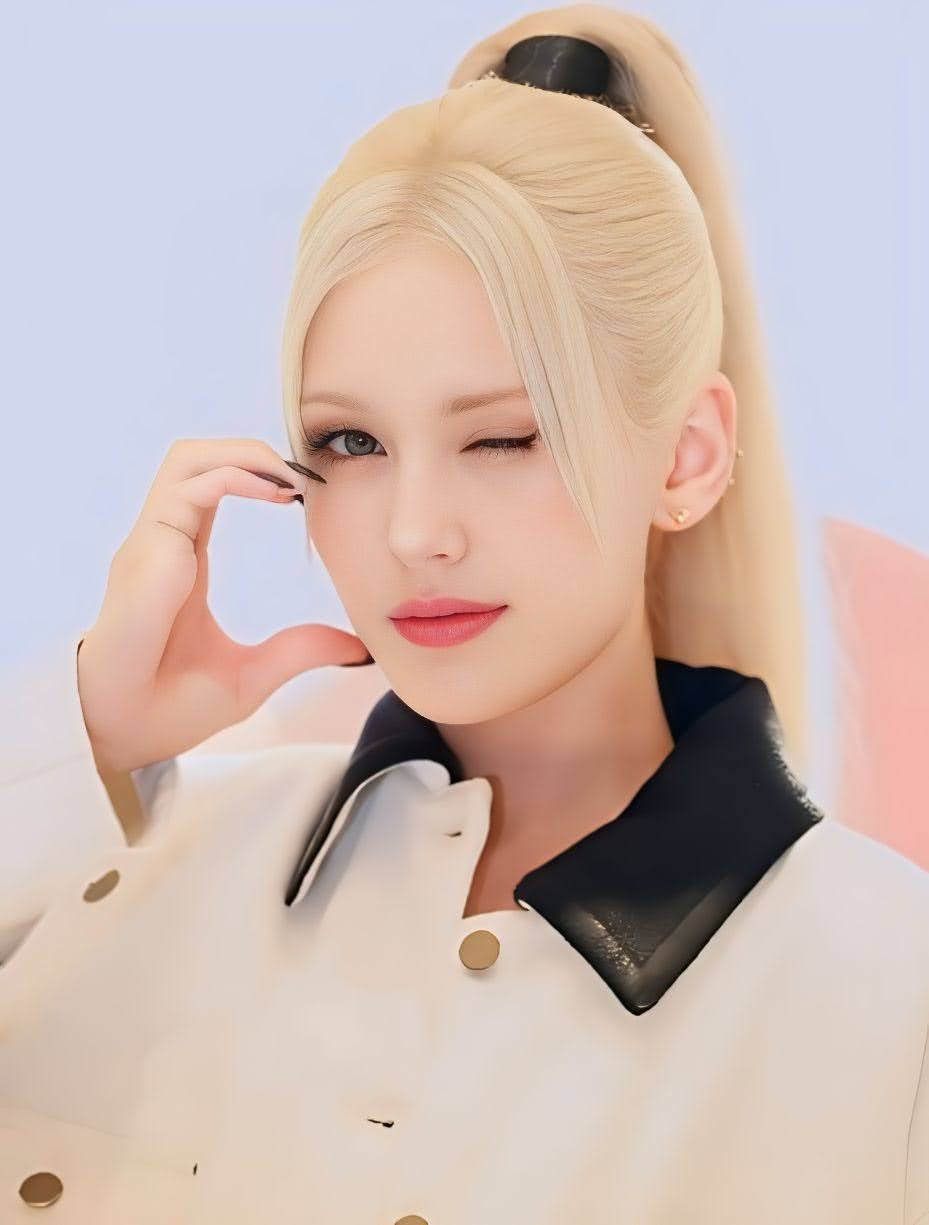
Jeon So-mi (* 2001)

- Jeon, So-nee (* 1991), südkoreanische Schauspielerin
- Jeon, So-yeon (* 1998), südkoreanische Schauspielerin
- Jeon, William, US-amerikanischer Schauspieler
- Jeon, Yeo-been (* 1989), südkoreanische Schauspielerin
- Jeong Bo-kyeong (* 1991), südkoreanische Judoka
- Jeong Gyeong-mi (* 1985), südkoreanische Judoka
- Jeong, Bo-young (* 2003), südkoreanische Tennisspielerin
- Jeong, Chung-geun (* 1995), südkoreanischer Fußballspieler
- Jeong, Do-jeon (1337–1398), koreanischer Politiker und neokonfuzianischer Philosoph
- Jeong, Dong-sik (* 1980), südkoreanischer Fußballschiedsrichter
- Jeong, Duk-hyung (* 1984), südkoreanischer Sprinter
- Jeong, Eunhye (* 1986), südkoreanische Jazzmusikerin (Piano, Komposition)
- Jeong, Geumhyung (* 1980), südkoreanische Performance-Künstlerin, Tänzerin und Choreografin
- Jeong, Gi-dong (* 1961), koreanischer Fußballtorhüter
- Jeong, Gu (1543–1620), koreanischer Philosoph und Dichter, Schriftsteller
- Jeong, Ha-dam (* 1994), südkoreanische Schauspielerin
- Jeong, Ho-min (* 1994), südkoreanischer Fußballspieler
- Jeong, Hun (* 1985), südkoreanischer Fußballspieler
- Jeong, Ja-in (* 2001), südkoreanischer Fußballspieler
- Jeong, Jeong-yong (* 1969), südkoreanischer Fußballspieler und -trainer
- Jeong, Ji-hye (* 1998), südkoreanische Diskuswerferin
- Jeong, Ji-so (* 1999), südkoreanische SchauspielerinJeong Ji-so (* 1999)

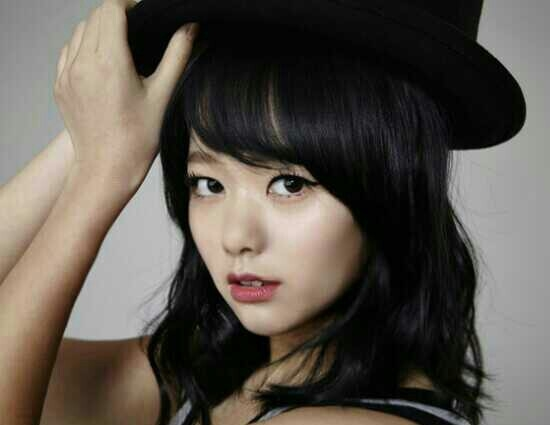
Jeong Ji-so (* 1999)

- Jeong, Jin-hui (* 1999), südkoreanische Handballspielerin
- Jeong, Jin-yeong (* 1964), südkoreanischer Schauspieler
- Jeong, Jin-yeong (* 2000), südkoreanischer Fußballspieler
- Jeong, Jong-won (* 1992), südkoreanischer Skilangläufer
- Jeong, Ken (* 1969), US-amerikanischer Comedian, Schauspieler und ArztKen Jeong (* 1969)

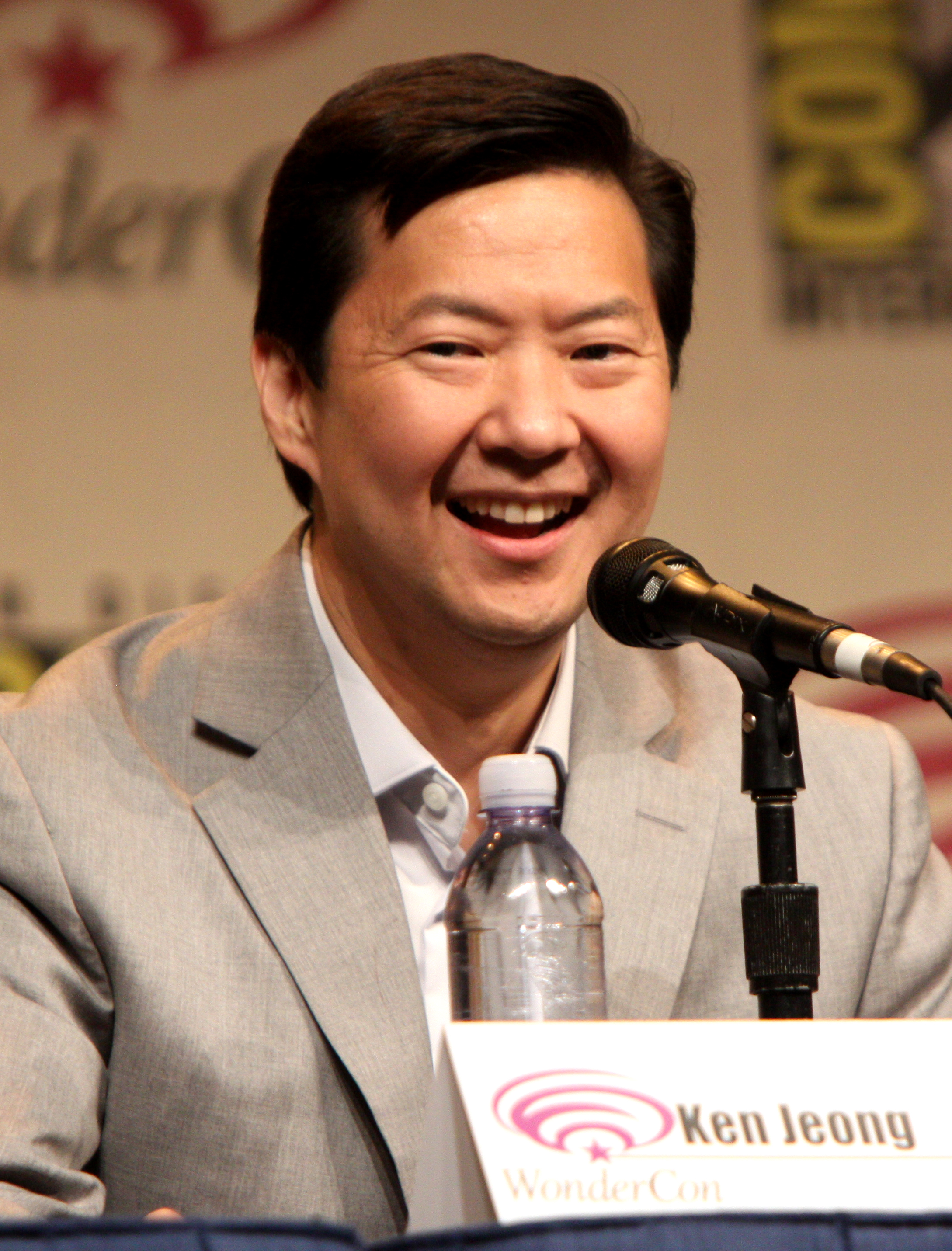
Ken Jeong (* 1969)

- Jeong, Kwan (* 1957), südkoreanische Nonne
- Jeong, Kyeong-doo (* 1960), südkoreanischer Politiker und Verteidigungsminister
- Jeong, Min-ki (* 1996), südkoreanischer Fußballspieler
- Jeong, Mong-ju (1337–1392), koreanischer Politiker der Goryeo-Dynastie, Diplomat, neokonfuzianischer Philosoph, Dichter und Schriftsteller
- Jeong, Na-eun (* 2000), südkoreanische Badmintonspielerin
- Jeong, Sang-bin (* 2002), südkoreanischer Fußballspieler
- Jeong, Sang-eun (* 1990), südkoreanischer Tischtennisspieler
- Jeong, Sarah (* 1988), US-amerikanische Journalistin der New York Times
- Jeong, Sophia (* 1993), südkoreanische Skeletonpilotin
- Jeong, Soseong (1944–2020), südkoreanischer Philologe und Schriftsteller
- Jeong, Su-nam (* 1996), südkoreanische Tennisspielerin
- Jeong, Suk-young (* 1993), südkoreanischer Tennisspieler
- Jeong, Woo-geun (* 1991), südkoreanischer Fußballspieler
- Jeong, Woo-yeong (* 1999), südkoreanischer Fußballspieler
- Jeong, Yein (* 1998), südkoreanische Sängerin
- Jeong, Yeon-jin (* 1992), südkoreanische Siebenkämpferin
- Jeong, Yeong-a (* 1990), südkoreanische Fußballspielerin
- Jeong, Yeong-won (* 1996), südkoreanische Tennisspielerin
- Jeong, Young-hwa (* 1971), südkoreanischer Poolbillardspieler
- Jeong, Yu-jeong (* 1966), südkoreanische Autorin
- Jeong, Yu-mi (* 1983), südkoreanische Schauspielerin
- Jeong, Yu-mi (* 1984), südkoreanische Schauspielerin
- Jeong, Yu-sun (* 1997), südkoreanische Kugelstoßerin
- Jeonghui (1418–1483), Königin der Joseon-Dynastie in Korea
- Jeongjo (1752–1800), 22. König der Joseon-Dynastie in Korea
- Jeongjong (923–949), 3. König des Goryeo-Reiches und der Goryeo-Dynastie
- Jeongjong (1018–1046), 10. König des Goryeo-Reiches und der Goryeo-Dynastie
- Jeongjong (1357–1419), 2. König der Joseon-Dynastie in Korea
- Jeongyeon (* 1996), südkoreanische Popsängerin und Mitglied der Girlgroup TwiceJeongyeon (* 1996)

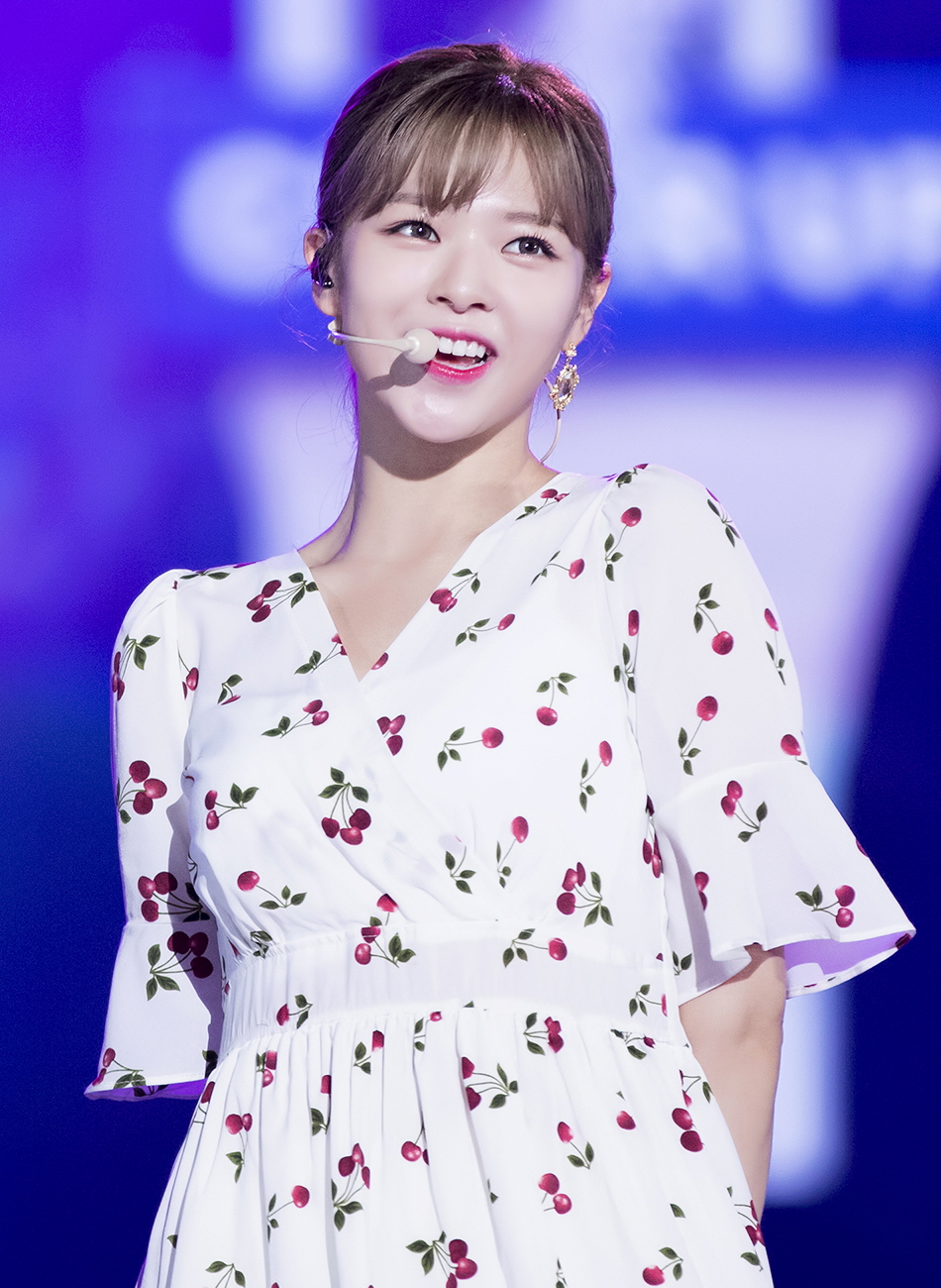
Jeongyeon (* 1996)